# Diocesi di Zamora (Messico)

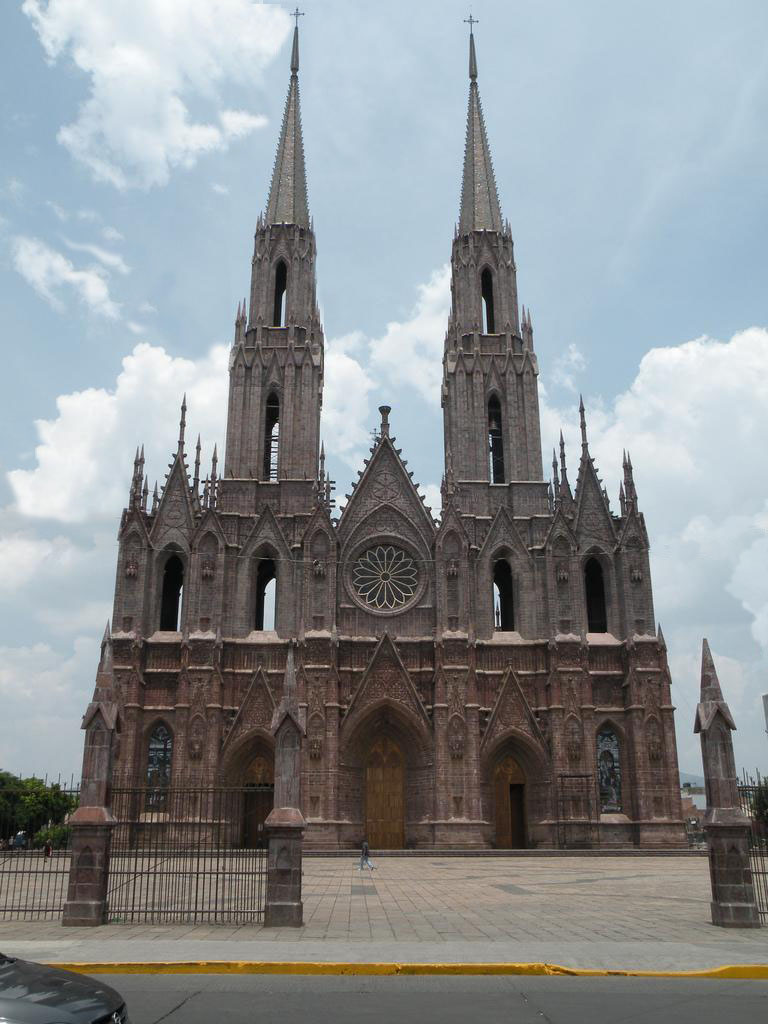
La concattedrale di Nostra Signora di Guadalupe di Zamora.

La diocesi di Zamora (in latino: Dioecesis Zamorensis in Mexico) è una sede della Chiesa cattolica in Messico suffraganea dell'arcidiocesi di Morelia. Nel 2022 contava 1.365.000 battezzati su 1.572.000 abitanti. È retta dal vescovo Javier Navarro Rodríguez.

## Territorio
La diocesi comprende 38 comuni nella parte nordoccidentale dello stato messicano di Michoacán.
Sede vescovile è la città di Zamora, dove si trovano la cattedrale dell'Immacolata Concezione di Maria Vergine e la concattedrale di Nostra Signora di Guadalupe.
Il territorio si estende su una superficie di 12.000 km² ed è suddiviso in 140 parrocchie. Le parrocchie fanno capo a 6 zone pastorali: 
- la zona pastorale 1 comprende le 4 foranie di Jacona, Tangancícuaro, Zamora Norte e Zamora Sur;[1]
- la zona pastorale 2 comprende le 2 foranie di Sierra Charapán e Sierra Paracho;[2]
- la zona pastorale 3 comprende le 2 foranie di Uruapan Oriente e Uruapan Poniente;[3]
- la zona pastorale 4 comprende le 2 foranie di Cotija e Los Reyes;[4]
- la zona pastorale 5 comprende le 3 foranie di Jiquilpan, Pajacuarán e Sahuayo;[5]
- la zona pastorale 6 comprende le 2 foranie di Churintzio e Vista Hermosa.[6]

## Storia
La diocesi è stata eretta il 26 gennaio 1863 con la bolla In celsissima militantis Ecclesiae di papa Pio IX, ricavandone il territorio dall'arcidiocesi di Michoacán (oggi arcidiocesi di Morelia).
Il 26 luglio 1913 ha ceduto una porzione del suo territorio a vantaggio dell'erezione della diocesi di Tacámbaro.
Il 25 settembre 1950, con la lettera apostolica A qua una mortales, papa Pio XII ha proclamato la Beata Maria Vergine della Speranza patrona principale della diocesi.

## Cronotassi dei vescovi
Si omettono i periodi di sede vacante non superiori ai 2 anni o non storicamente accertati.
- José Antonio de la Peña y Navarro † (19 marzo 1863 - 13 luglio 1877 deceduto)
- José María Cázares y Martínez † (15 luglio 1878 - 24 ottobre 1908 ritirato)[9]
- José de Jesús Fernández y Barragán ? † (24 ottobre 1908 succeduto - 1909 dimesso)[10]
- José Othón Núñez y Zárate † (22 marzo 1909 - 17 marzo 1922 nominato arcivescovo coadiutore di Antequera)
- Manuel Fulcheri y Pietrasanta † (21 aprile 1922 - 30 giugno 1946 deceduto)
- José Gabriel Anaya y Diez de Bonilla † (10 marzo 1947 - 15 settembre 1967 dimesso[11])
- José Salazar López † (15 settembre 1967 succeduto - 21 febbraio 1970 nominato arcivescovo di Guadalajara)
- Adolfo Hernández Hurtado † (6 settembre 1970 - 12 dicembre 1974 dimesso[12])
- José Esaul Robles Jiménez † (12 dicembre 1974 - 18 ottobre 1993 deceduto)
- Carlos Suárez Cázares (18 agosto 1994 - 13 dicembre 2006 dimesso)
- Javier Navarro Rodríguez, dal 3 maggio 2007

## Statistiche
La diocesi nel 2022 su una popolazione di 1.572.000 persone contava 1.365.000 battezzati, corrispondenti all'86,8% del totale.
| anno | popolazione | popolazione | popolazione | presbiteri | presbiteri | presbiteri | presbiteri                | diaconi | religiosi | religiosi | parrocchie |
| anno | battezzati  | totale      | %           | numero     | secolari   | regolari   | battezzati per presbitero | diaconi | uomini    | donne     | parrocchie |
| ---- | ----------- | ----------- | ----------- | ---------- | ---------- | ---------- | ------------------------- | ------- | --------- | --------- | ---------- |
| 1950 | 419.803     | 420.589     | 99,8        | 164        | 160        | 4          | 2.559                     |         | 24        | 324       | 247        |
| 1965 | 450.000     | 500.000     | 90,0        | 256        | 232        | 24         | 1.757                     |         | 66        | 700       | 68         |
| 1968 | 570.000     | 579.624     | 98,3        | 256        | 238        | 18         | 2.226                     |         | 79        | 862       | 73         |
| 1976 | 200.315     | 200.515     | 99,9        | 329        | 263        | 66         | 608                       |         | 110       | 699       | 272        |
| 1980 | 1.215.000   | 1.250.000   | 97,2        | 238        | 220        | 18         | 5.105                     |         | 40        | 759       | 85         |
| 1990 | 1.979.981   | 1.990.871   | 99,5        | 235        | 216        | 19         | 8.425                     |         | 51        | 866       | 118        |
| 1999 | 1.618.846   | 1.980.000   | 81,8        | 290        | 265        | 25         | 5.582                     |         | 82        | 844       | 121        |
| 2000 | 1.618.846   | 1.980.000   | 81,8        | 294        | 269        | 25         | 5.506                     |         | 82        | 844       | 121        |
| 2001 | 1.618.846   | 1.980.000   | 81,8        | 298        | 273        | 25         | 5.432                     |         | 82        | 844       | 121        |
| 2010 | 1.465.000   | 1.629.000   | 89,9        | 350        | 316        | 34         | 4.185                     |         | 89        | 760       | 140        |
| 2014 | 1.516.000   | 1.685.000   | 90,0        | 320        | 287        | 33         | 4.737                     |         | 85        | 755       | 140        |
| 2017 | 1.377.900   | 1.531.400   | 90,0        | 324        | 273        | 51         | 4.252                     |         | 112       | 627       | 140        |
| 2020 | 1.391.700   | 1.546.000   | 90,0        | 305        | 264        | 41         | 4.562                     |         | 79        | 595       | 140        |
| 2022 | 1.365.000   | 1.572.000   | 86,8        | 313        | 257        | 56         | 4.361                     |         | 101       | 577       | 140        |